# Nolan North
Nolan North (ur. 31 października 1970) – amerykański aktor (głównie dubbingowy) urodzony w New Haven. Jego najbardziej znaną rolą jest rola Nathana Drake’a w serii gier Uncharted, za którą był nominowany na Spike Video Game Awards do nagrody w kategorii najlepszy występ w grze (mężczyźni).

## Filmografia

### Role w grach komputerowych
- 50 Cent: Bulletproof (Spinoza)
- Saints Row IV
- Age of Empires III: The WarChiefs (George Armstrong Custer)
- Alpha Protocol (Steven Heck)
- And Then There Were None (Patrick Narracott, The Harbormaster)
- Ape Escape 3 (Dr. Tomoki)
- Area 51 (McCan)
- Armored Core 4 (Sherring, VIP)
- Army of Two: The 40th Day (Elliot Salem)
- Ar tonelico II: Melody of Metafalica (Shun)
- Assassin’s Creed (Desmond Miles, Abbas)
- Assassin’s Creed II (Desmond Miles, Adam in 'The Truth' short)
- Assassin’s Creed: Brotherhood (Desmond Miles)
- Assassin’s Creed: Revelations (Desmond Miles)
- Assassin’s Creed III (Desmond Miles)
- Batman: Arkham City (Pingwin)
- Batman: Arkham Knight (Pingwin)
- Batman: Arkham Origins (Penguin)
- Call of Duty 2 (Sergeant Randall)
- Call of Duty: World at War (Dr. Edward Richtofen)
- Call of Duty: Black Ops (Dr. Edward Richtofen)
- Call of Duty: Black Ops II (Dr. Edward Richtofen, T.E.D.D., Brutus)
- Call of Duty: Black Ops Declassified (Alex Mason)
- Cars
- The Cat in the Hat (Fish)
- Crash: Mind over Mutant (Doctor N. Gin)
- Crash of the Titans (Doctor N. Gin, Tiny Tiger (Nintendo DS version), Dingodile (Nintendo DS version), additional voices)
- Crash Tag Team Racing (Doctor N. Gin)
- Dark Sector (Soldiers, Civilians)
- Dark Void (Will Grey)
- Deadpool: The Game (Deadpool)
- Destroy All Humans! Big Willy Unleashed (Trahn, Ratpoo, Corn Cob King)
- Destroy All Humans! Path of the Furon (Emperor Meningitis)
- Dota 2 (Brewmaster, Earth Spirit, Gyrocopter, Keeper of the Light, Lone Druid, Lycan, Meepo, Ogre Magi, Shadow Demon, Troll Warlord)
- Dragon Age: Origins (Additional Voices)
- Driver: Parallel Lines (The Mexican)
- Dungeons & Dragons: Dragonshard
- Earth Defense Force: Insect Armageddon (Archangel, Kicker)
- EverQuest II (Assistant Draek, Lieutenant Daro, Rion Rolana, Medic Brendan, Grayl Turfstrider, Jorgie Icearmor, Royal Guard Novice #2, qeynosian infiltrator, Agent Vylo, a Dervish Kingpin, Dranok Bileblood, freeport mole, Voltari il'Ferceri, Volarr, Mikul, Sandon Breezebender, Tamera Brinebringer, Arconius, Maliz T'Raan)
- EverQuest II: Desert of Flames
- Evil Dead: Regeneration (Deadites #2, #3, i #4)
- Fable II (Male Hero)
- Final Fantasy XII (Vossler York Azelas)
- Final Fantasy XIII (Additional Voices)
- Final Fantasy XIV (Various)
- Gears of War 2 (Jace Stratton)
- God of War (Hades, Greek Soldier, Fisherman)
- GoldenEye 007 (różne głosy)
- Guild Wars (Mhenlo, Olaf, Gron, Mamp)
- Guild Wars 2 (Human Male Player)
- Gun (różne głosy)
- Halo 3 (Marine)
- Halo 3: ODST (LCpl Kojo „Romeo” Agu)
- Halo Wars (Sgt. Forge)
- The Incredible Hulk: Ultimate Destruction (Guard #1)
- Infamous (Civilian Voice)
- Injustice: Gods Among Us (Generał Zod, Superman)
- Interstate '82 (Hinkley)
- Keepsake (Zak)
- Lego Batman 2: DC Super Heroes (The Scarecrow, Captain Boomerang, Hush)
- Lego The Lord of the Rings: Władca Pierścieni
- The Lord of the Rings: Wojna na Północy (Eradan)
- Lost Odyssey (Dark Acolyte)
- Lost Planet: Colonies (Joe, Narrator)
- Lost Planet: Extreme Condition (Joe, Narrator)
- MadWorld (Operator B/Master Father (Francis)/Yokozuna Daisangen)
- Mafia II (Alberto Clemente)
- Marvel vs. Capcom 3: Fate of Two Worlds (Deadpool)
- Marvel Super Hero Squad (War Machine)
- Marvel: Ultimate Alliance (Ghost Rider, Hawkeye)
- Marvel: Ultimate Alliance 2 (War Machine)
- Maximo vs. Army of Zin (Baron, Baron's Guard, Bandit)
- Metal Gear Solid 4: Guns of the Patriots
- Naruto Shippuden: Ultimate Ninja Storm 2 (Madara Uchiha)
- Nicktoons: Attack of the Toybots (Factorybots)
- Nicktoons: Battle for Volcano Island (Crab Soldier #1, Crab Soldier #2, Crab Refugee #2)
- The Outfit (Allied soldier, resistance fighter)
- Portal 2 (Corrupt Cores, Defective Turrets)
- Power Rangers: Super Legends (Goldar, Operation Overdrive Red Ranger)
- Predator: Concrete Jungle
- Prince of Persia (Książę Persji)
- Prototype (miscellaneous voices)
- Red Faction: Guerrilla (różne głosy)
- Ratchet & Clank Future: A Crack in Time (Sigmund/różne głosy)
- Resistance: Retribution (Roland Mallery)
- Resonance of Fate (Vashyron)
- Quantum of Solace
- Saints Row (różne głosy)
- Saints Row 2 (różne głosy)
- The Saboteur (Crochet)
- Shadow Complex (Jason Fleming)
- Shrek SuperSlam (Quasimodo)
- Singularity (Devlin)
- Sly Cooper: Thieves in Time (El Jefe)
- Sniper: Ghost Warrior (O’Neil)
- SOCOM: U.S. Navy SEALs Combined Assault (Vandal)
- SOCOM: U.S. Navy SEALs Confrontation (Commando 2, Pilot 2)
- SOCOM 4 (Gorman)
- Spec Ops: The Line (Captain Martin Walker)
- Spongebob's Atlantis Squarepantis (Various Atlantean guards)
- Spider-Man: Shattered Dimensions (Ultimate Deadpool)
- SpongeBob SquarePants: Lights, Camera, Pants! (Gill Hammerstein)
- Supreme Commander 2 (Dominic Maddox)
- SWAT 4 (SWAT Officer Tony „Subway” Girard)
- SWAT 4: The Stetchkov Syndicate (SWAT Officer Tony „Subway” Girard)
- Team Fortress 2 Głos Blutarcha, Redmonda i Zepheniah Mann, głos Merasmusa i Bombicona w grze, inżynier w „Expiration Date"
- Terminator Salvation (Dobkin)
- The Darkness II – Jackie Estacado
- The Last of Us – David
- TMNT (Raphael (TMNT))
- Transformers: Wojna o Cybertron (Brawl, dodatkowe głosy)
- Transformers: Fall of Cybertron (Cliffjumper, Bruticus, dodatkowe głosy)
- Transformers: Zemsta upadłych (Sideswipe, dodatkowe głosy)
- Transformers: Dark of the Moon (Major Reynolds, dodatkowe głosy)
- Transformers Universe (Sideswipe)
- Trauma Team (CR-S01)
- Tron: Evolution (Behemoth, Sentries & Blaze)
- Ty the Tasmanian Tiger 2: Bush Rescue (Karlos, Duncan, Snappy)
- Ultimate Marvel vs. Capcom 3 (Deadpool)
- Uncharted: Fortuna Drake’a (Nathan Drake)
- Uncharted 2: Pośród złodziei (Nathan Drake)
- Uncharted: Eye of Indra (Nathan Drake)
- Uncharted 3: Oszustwo Drake’a (Nathan Drake)
- Uncharted: Złota Otchłań (Nathan Drake)
- Uncharted 4: Kres złodzieja (Nathan Drake)
- Unreal Tournament III (Bishop)
- Valkyria Chronicles (Musaad Mayfield)
- White Knight Chronicles: International Edition (Cyrus)
- White Knight Chronicles II (Cyrus)
- World in Conflict
- X-Men: Destiny (Cyclops, ojciec Adriana)